# Birabenia
Birabenia là một chi nhện trong họ Lycosidae.

## Các loài
Chi này được ghi nhận gồm 2 loài:
- Birabenia birabenae Mello-Leitão, 1941
- Birabenia vittata (Mello-Leitão, 1945)